# Либеркнехт, Торстен
Торстен Либеркнехт (нем. Torsten Lieberknecht; род. 1 августа 1973, Бад-Дюркхайм) — немецкий футболист и футбольный тренер.

## Карьера игрока
Карьеру футболиста Торстен Либеркнехт начал в немецком «Кайзерслаутерне», за который дебютировал 26 августа 1992 года в матче Бундеслиги против «Ваттеншайда 09». Либеркнехт покинул клуб после сезона 1993/94 и присоединился к «Вальдхофу». В 1995 году перешёл в «Майнц 05», за который в общей сложности отыграл семь сезонов и провёл 89 матчей. Также Либеркнехт защищал цвета таких клубов, как «Саарбрюккен» и «Айнтрахт» Брауншвейг.
Торстен Либеркнехт отыграл 9 матчей за сборную Германии (до 21 года), а также в составе сборной принял участие в чемпионате мира среди молодёжных команд 1993 года, который прошёл в Австралии.

## Карьера тренера
В 2007 году Торстен Либеркнехт завершил карьеру футболиста и вскоре возглавил молодёжную команду «Айнтрахта» из Брауншвейга. Через год Либеркнехт был назначен новым главным тренером основной команды «Айнтрахта». В сезоне 2010/11 клуб Либеркнехта поднялся во Вторую Бундеслигу и быстро закрепился на этом уровне. В сезоне 2012/13 при Либеркнехте «Айнтрахт» поднялся в Бундеслигу. В этом сезоне клуб впервые после 28-летнего перерыва вернулся в высший дивизион чемпионата.
После 10 лет в Брауншвейге он покинул клуб с рекордным количеством побед — в 151 матче. 1 октября 2018 года Либеркнехт был назначен новым главным тренером «Дуйсбурга».

## Достижения
Игрок «Айнтрахта» Брауншвейг
- Выход во Вторую Бундеслигу (2005)

Тренер «Айнтрахта» Брауншвейг
- Выход во Вторую Бундеслигу (2011)
- Выход в Бундеслигу (2013)